# Ed Kirkeby
Wallace Theodore "Ed" Kirkeby (* 10. Oktober 1891 in New York; † 12. Juni 1978 in Mineola) war ein US-amerikanischer Bandleader und Musikmanager.

## Leben und Wirken
Kirkeby war ab 1916 Vertreter und ab 1917 Produzent bei Columbia Records für Jazz und war Manager der California Ramblers, an deren Entstehen 1920 er beteiligt war. 1926 begann er auch auf ihren Aufnahmen als Sänger aufzutreten und leitete Aufnahmen mit Musikern der Ramblers unter dem Pseudonym Ted Wallace. Seine Bands hatten bei den Aufnahmen unterschiedliche Namen wie Five Birmingham Babies, The Varsity Eight, Ted Wallace and His Campus Boys, The Goofus Five, The Little Ramblers, The Vagabonds, und er nahm unter Pseudonymen wie Ted Wallace, Ed Kirkeby Wallace und Eddie Lloyd auf. 1930 bis 1932 leitete er zahlreiche Studio-Sessions für ARC.
Er managte in den 1930er Jahren auch die Pickens Sisters und arbeitete ab 1935 für RCA Victor, für die er unter anderem die California Ramblers neu auflegte und als Ted Wallace aufnahm, und ab 1938 bei NBC (als Buchungsagent für Bands). Von 1938 bis zu dessen Tod 1943 war er der Manager von Fats Waller, für den er auch ein Archiv aufbaute, das an das Jazzarchiv der Rutgers University gelangte. Er blieb bis 1977 als Manager aktiv (unter anderem von Pat Flowers und den Deep River Boys).
Er schrieb eine Biographie über Fats Waller, Ain´t Misbehavin (New York 1966 und bei Da Capo 1976).